# Easy Lover
"Easy Lover" é uma canção escrita por Philip Bailey, Phil Collins e Nathan East, e lançada como single em 1984 por Philip Bailey e Phil Collins no álbum Chinese Wall de Philip Bailey. A canção foi aclamada pela crítica e alcançou o segundo lugar na Billboard Hot 100 nos EUA e o primeiro lugar no Reino Unido, ficando nesse lugar por 4 semanas. Easy Lover ainda seria indicada a um Grammy por Melhor Performance Pop músical por um dueto ou grupo vocal em 1985. Sua vendas (single) superaram 1 milhão de cópias e por isso recebeu certificado de Ouro (em 1985 representava 1 milhão de cópias) da RIAA.

## Desempenho nas paradas
| Chart (1984-1985)                            | Melhor posição |
| -------------------------------------------- | -------------- |
| Austrian Singles Chart                       | 18             |
| Dutch Top 40                                 | 1              |
| French Singles Chart                         | 14             |
| German Singles Chart                         | 5              |
| Oricon Japanese Weekly Singles Chart         | 19             |
| Oricon Japanese International Chart          | 1              |
| Swedish Singles Chart                        | 10             |
| Swiss Singles Chart                          | 8              |
| UK Singles Chart                             | 1              |
| U.S. Billboard Hot 100                       | 2              |
| U.S. Billboard Hot Adult Contemporary Tracks | 15             |
| U.S. Billboard Mainstream Rock Tracks        | 5              |
| U.S. Billboard Hot R&B/Hip-Hop Songs         | 3              |